# 賓厄姆 (愛荷華州)
賓厄姆（英語：Bingham）是位於美國愛荷華州佩奇縣的一個非建制地區。該地的面積和人口皆未知。

## 地理
賓厄姆所處的海拔為高於海平面336米（即1102英呎），而該地所採用的時區為UTC-6，即北美中部時區（CST）。同時該地設有夏令時間，為UTC-6調快一小時，即UTC-5（CDT）。